# Kyle Walker-Peters
Ne doit pas être confondu avec le footballeur anglais Kyle Walker.
Pour les articles homonymes, voir Walker.
Kyle Walker-Peters, né le 13 avril 1997 à Edmonton en Angleterre, est un footballeur international anglais qui évolue au poste d'arrière droit à West Ham United.

## Biographie

### En club
Né à Edmonton en Angleterre, Kyle Walker-Peters est formé à Tottenham Hotspur. Il prend part à sa première rencontre avec l'équipe première en étant titularisé lors de la première journée de Premier League face à Newcastle United (victoire 0-2) le 13 août 2017.
Le 26 décembre 2018, il délivre trois passes décisives en l'espace de vingt minutes lors d'une victoire des Spurs contre l'AFC Bournemouth (5-0).
Le 29 janvier 2020, il est prêté au Southampton FC jusqu'à la fin de la saison 2019-2020.
Le 11 août 2020, Walkers-Peters s'engage définitivement avec Southampton où il singé un contrat de cinq ans. En juin 2025, il quitte le club à la fin de son contrat.

### En équipe nationale
Avec les moins de 19 ans, il dispute le championnat d'Europe des moins de 19 ans en 2016. L'Angleterre est battue en demi-finale par l'Italie.
Avec les moins de 20 ans, il participe à la Coupe du monde des moins de 20 ans 2017 organisée en Corée du Sud. L'Angleterre remporte la compétition en battant le Venezuela en finale.
Il fait partie des vingt joueurs sélectionnés en équipe d'Angleterre espoirs pour disputer le Festival international espoirs 2018.

## Statistiques
| Saison                | Club                  | Championnat           | Championnat | Championnat | Coupe nationale | Coupe nationale | Coupe de la Ligue | Coupe de la Ligue | Compétition(s) continentale(s) | Compétition(s) continentale(s) | Compétition(s) continentale(s) | Total | Total |
| Saison                | Club                  | Division              | M.          | B.          | M.              | B.              | M.                | B.                | Comp.                          | M.                             | B.                             | M.    | B.    |
| 2017-2018             | Tottenham Hotspur     | Premier League        | 3           | 0           | 4               | 1               | 1                 | 0                 | C1                             | 1                              | 0                              | 9     | 1     |
| 2018-2019             | Tottenham Hotspur     | Premier League        | 6           | 0           | 2               | 0               | 1                 | 0                 | C1                             | 1                              | 0                              | 10    | 0     |
| 2019-2020             | Tottenham Hotspur     | Premier League        | 3           | 0           | -               | -               | 1                 | 0                 | C1                             | 1                              | 0                              | 5     | 0     |
| Sous-total            | Sous-total            | Sous-total            | 12          | 0           | 6               | 1               | 3                 | 0                 | -                              | 3                              | 0                              | 24    | 1     |
| 2019-2020             | Southampton FC (prêt) | Premier League        | 10          | 0           | -               | -               | -                 | -                 | -                              | -                              | -                              | 10    | 0     |
| 2020-2021             | Southampton FC        | Premier League        | 30          | 0           | 4               | 0               | 1                 | 0                 | -                              | -                              | -                              | 35    | 0     |
| 2021-2022             | Southampton FC        | Premier League        | 32          | 1           | 3               | 0               | 2                 | 1                 | -                              | -                              | -                              | 37    | 2     |
| 2022-2023             | Southampton FC        | Premier League        | 31          | 1           | 4               | 0               | 3                 | 0                 | -                              | -                              | -                              | 38    | 1     |
| 2023-2024             | Southampton FC        | Championship          | 29          | 2           | -               | -               | -                 | -                 | -                              | -                              | -                              | 29    | 2     |
| Sous-total            | Sous-total            | Sous-total            | 132         | 4           | 11              | 0               | 6                 | 1                 | -                              | -                              | -                              | 149   | 5     |
| Total sur la carrière | Total sur la carrière | Total sur la carrière | 144         | 4           | 17              | 1               | 9                 | 1                 | -                              | 3                              | 0                              | 173   | 6     |

## Palmarès

### En club
- Tottenham Hotspur
  - Finaliste de la Ligue des champions en 2019.

### En sélection
- Angleterre -20 ans
  - Vainqueur de la Coupe du monde en 2017.
- Angleterre espoirs
  - Vainqueur du Festival international espoirs en 2018.

### Distinctions personnelles
- Membre de l'équipe-type de Championship en 2024 (EFL)[8].